# Andrea Doria (paquebot)
 (août 2016).
Si vous disposez d'ouvrages ou d'articles de référence ou si vous connaissez des sites web de qualité traitant du thème abordé ici, merci de compléter l'article en donnant les références utiles à sa vérifiabilité et en les liant à la section « Notes et références ».
Pour les articles homonymes, voir Andrea Doria (homonymie).
L’Andrea Doria est un paquebot transatlantique de l'Italian Line (Italia di Navigazione en italien) basé à Gênes. Il porte le nom d’un amiral génois du XVIe siècle. L’Andrea Doria déplace 29 100 tonnes avec 500 membres d’équipage pour une capacité d’environ 1 200 passagers.
Alors que l'Italie s’efforce de reconstruire son économie et sa réputation après la Seconde Guerre mondiale, l’Andrea Doria est devenu le symbole de la fierté nationale italienne. C’est le plus grand bâtiment de la flotte italienne de l’époque, le plus rapide et il était aussi censé être le plus sûr. Lancé le 16 juin 1951, le bateau a entrepris son premier voyage le 14 janvier 1953.
Le 25 juillet 1956, alors qu’il navigue le long de la côte américaine entre Nantucket et New York, l’Andrea Doria entre en collision avec le paquebot Stockholm de la compagnie suédoise Svenska Amerika Linien (SAL) dans ce qui allait devenir l’un des plus célèbres désastres maritimes de l’histoire. Bien que la plupart des passagers et des membres de l’équipage aient survécu à la collision, le navire chavire et a coulé le lendemain matin. La gîte, consécutive au choc, rend inutilisables la moitié des embarcations de sauvetage de l’Andrea Doria, et cela aurait pu entraîner d’importantes pertes en vies humaines. Grâce au progrès des communications et à l’intervention rapide d’autres navires, une tragédie, analogue à celle du Titanic, quarante-quatre ans avant, est évitée.
Le désastre est largement couvert par les médias et l’Andrea Doria est l’un des derniers paquebots victimes d’une collision.

## Caractéristiques
L’Andrea Doria mesurait 213 mètres de long, 27 mètres de large, et déplaçait 29 100 tonnes. Le système de propulsion était composé de turbines à vapeur actionnant deux hélices, permettant au bateau d’atteindre une vitesse commerciale de 23 nœuds (26 nœuds à feux poussés).
L’Andrea Doria n’était ni le plus grand ni le plus rapide navire de son époque. Ces distinctions allaient respectivement au Queen Elizabeth et au United States. Au contraire, il avait été conçu pour le luxe. Comme il était destiné à naviguer sur des itinéraires atlantiques méridionaux, l’Andrea Doria fut le premier bateau à compter trois piscines extérieures, une pour chaque classe. Il était capable d'accueillir 218 passagers en première classe, 320 passagers en seconde classe et 703 en classe touriste. Plus d’un million de dollars (ce qui représente presque 13 millions de dollars de 2023) furent dépensés pour la conception des cabines et des salles publiques, ainsi que pour leur décoration qui comprenait notamment une statue grandeur nature de l’amiral Doria. Beaucoup considéraient ce paquebot comme l’un des plus beaux jamais lancés.

Il était aussi considéré comme l’un des plus sûrs de son temps. Équipé d’une double coque, l’Andrea Doria était en outre subdivisé en onze compartiments étanches. Il disposait d’assez d’embarcations de sauvetage pour tous les passagers et l’intégralité de l’équipage. Il était de plus équipé des radars les plus modernes. Mais malgré ces avantages techniques, l’Andrea Doria a rencontré de sérieuses difficultés liées à la stabilité et à la sécurité, difficultés entrevues dès la conception du navire par des simulations sur maquettes. Par sa conception, il avait une forte tendance à la gîte lorsque la mer était grosse. Ce fut particulièrement évident lors de son premier voyage, quand l’Andrea Doria accusa vingt-huit degrés de gîte après avoir rencontré une très forte lame du côté de Nantucket. Cette tendance, particulièrement dangereuse, était accentuée lorsque les soutes à combustible étaient presque vides, ce qui est pourtant normal à la fin d’un voyage. La stabilité du navire fut l’un des principaux points d’investigation lors de l’enquête qui suivit la collision. C’est en effet ce facteur qui expliqua l’incapacité de l’équipage à utiliser la totalité des embarcations de sauvetage. En effet, à partir de 20 degrés de gîte, environ la moitié de celles-ci ne pouvaient être débordées

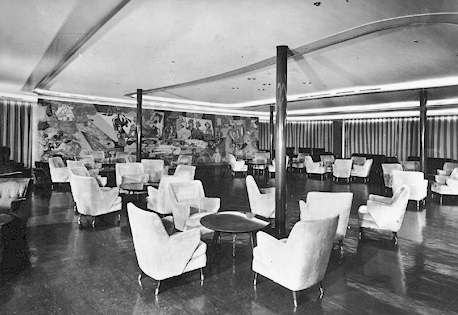
Salle de bal de la première classe.
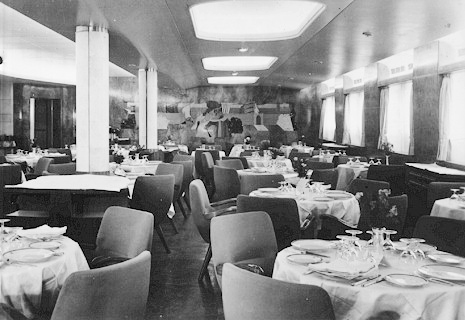
Salon de dîner de la première classe.
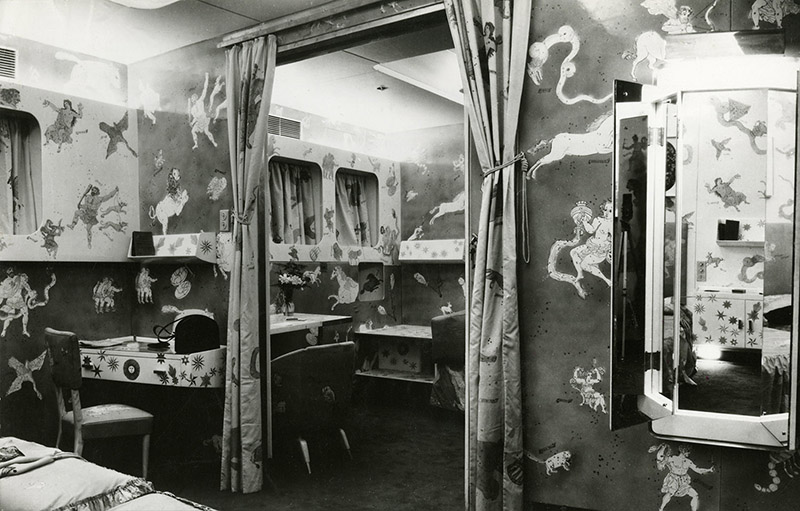
Décor intérieur d'une cabine.

## Histoire

### Construction et voyage inaugural
À la fin de la Seconde Guerre mondiale, l’Italie avait perdu la moitié de sa flotte marchande du fait des destructions et des réquisitions par les Alliés. Les pertes incluaient le Rex, ancien détenteur du Ruban bleu. En outre, l’économie du pays était dévastée. Pour montrer au monde que le pays avait récupéré de la guerre, et pour rétablir la fierté nationale, la compagnie italienne de navigation commanda deux nouveaux navires de conception semblable au début des années 1950. Le premier devait être appelé Andrea Doria et le deuxième, lancé en 1953, Cristoforo Colombo en référence à Christophe Colomb.

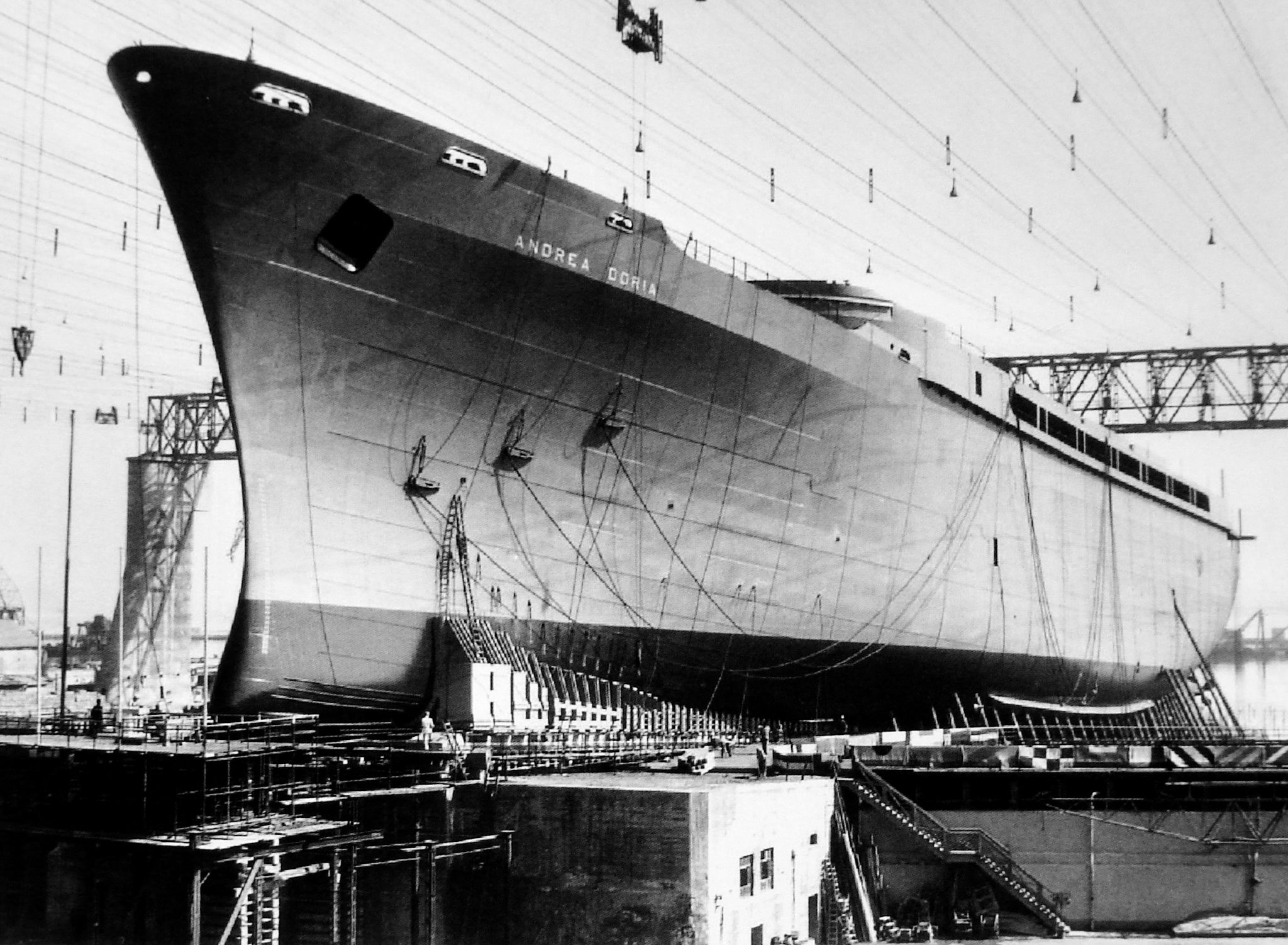
LAndrea Doria en construction à Gênes, juin 1951.

La construction de l’Andrea Doria a débuté au chantier naval d’Ansaldo à Gênes. Le 9 février 1950, la quille du bateau a été posée sur la cale de lancement numéro 1, et le 16 juin 1951, l’Andrea Doria a été lancé. Pendant la cérémonie, la coque du bateau a été bénie par le cardinal Siri, archevêque de Gênes, et baptisée par Signora Giuseppina Saragat, épouse de l’ancien ministre de la marine marchande. Cependant, compte tenu des problèmes de machines rencontrés pendant les essais à la mer, le voyage inaugural a été repoussé du 14 décembre 1952 au 14 janvier 1953. Pendant ce premier voyage, le bateau a essuyé de gros orages à l’approche finale de New York et a été retardé. Néanmoins, il est arrivé à New York le 23 janvier et a reçu une importante délégation de bienvenue, à laquelle participait notamment le maire de New York, Vincent R. Impellitteri. Par la suite, l’Andrea Doria est devenu l’un des transatlantiques les plus populaires et les plus réussis de l'Italie, et il navigua toujours au maximum de sa capacité.

### Naufrage

#### Collision en mer

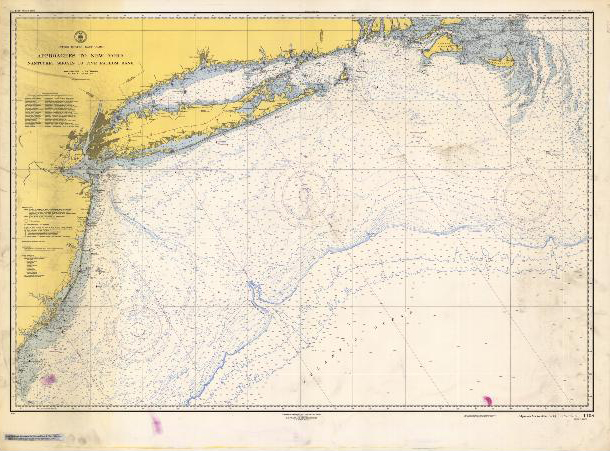
Carte de l’époque sans DST.

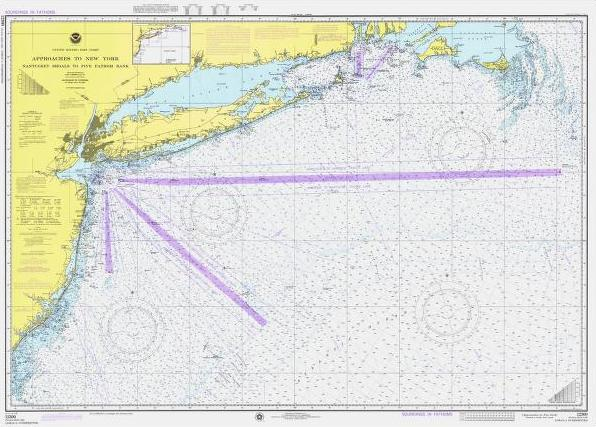
Carte de 1976 avec le DST.

Au soir du mercredi 25 juillet 1956, l’Andréa Doria, sous les ordres du commandant Piero Calamai, faisait route à l’ouest vers New York. Il transportait 1 134 passagers, et l’équipage se composait de 572 hommes et femmes. Ce devait être le dernier jour d’un voyage transatlantique en provenance de Gênes, qu’il avait quitté le 17 juillet ; l’accostage était prévu le lendemain matin.
Le même soir, le vapeur Stockholm, un petit paquebot qui avait quitté New York vers midi, était en route vers l’est à destination de Göteborg en Suède. Le Stockholm était sous les ordres du commandant Harry Gunnar Nordenson, et le lieutenant Johan Ernst Johannsen était de quart à la passerelle. En route à 18 nœuds par ciel clair et une visibilité estimée à six milles, le Stockholm suivait une route habituelle vers le bateau-phare de Nantucket.
Alors que le Stockholm et l’Andrea Doria suivaient des routes directement opposées, l’Andrea Doria se trouvait depuis quelques heures dans un brouillard épais. Le commandant avait réduit l’allure (de 23 à 21,8 nœuds), faisait entendre les signaux de brume réglementaires et avait fait fermer les portes étanches, mesures de routine lors de la navigation par temps de brume. Le Stockholm quant à lui, allait tout juste entrer dans ce même banc de brume qu’il n’avait pas prévu.
On rencontre fréquemment dans ces parages, au sud de l’île de Nantucket, des bancs de brume causés par la rencontre du courant du Labrador et du Gulf Stream.
Chacun des navires avait détecté l’autre au radar, se rapprochant avec une vitesse relative de l’ordre de 40 nœuds. Aucun des deux navires n'a cherché à entrer en communication radio avec l'autre, et ils ont apparemment fait une mauvaise interprétation de la situation.
Les résultats de l’enquête ont établi que l’Andrea Doria a graduellement modifié sa route sur bâbord, envisageant d’effectuer un croisement tribord-tribord, pendant que le Stockholm lui, avait effectué un changement de route d’approximativement 20° sur tribord, dans l’intention d'effectuer un croisement bâbord-bâbord. En fait au lieu d’agrandir la distance qui les séparait, les deux navires se sont placés sur des routes de collision. En raison du brouillard épais qui les enveloppait, les navires n’ont pu s'apercevoir qu’au dernier moment, la distance qui les séparait étant alors très faible. Malgré des manœuvres d'urgence, la collision n’a pu être évitée.
Au dernier moment, le Stockholm a mis la barre toute à tribord et ordonné la machine en arrière toute, essayant de casser son erre, tandis que l’Andrea Doria, conservant sa vitesse de 22 nœuds, avait entamé un virage, la barre toute à bâbord, son commandant espérant passer devant le Stockholm. Les navires se sont abordés à 23 h 10.
L’Andrea Doria et le Stockholm se sont heurtés sous un angle d’environ 90 degrés. Le flanc droit de l’Andrea Doria fut transpercé par l’étrave tranchante du Stockholm, conçue pour briser la glace, pénétrant dans trois des cabines sur une profondeur d’environ 12 mètres.
La collision a détruit des cabines de passagers occupées et, dans les ponts inférieurs, endommagé les compartiments étanches de l’Andrea Doria. Cinq ballasts à combustible se sont remplis de 500 tonnes d’eau de mer, tandis que les ballasts de bâbord restaient vides, ce qui provoqua une forte gîte sur tribord. La plupart de ces soutes étaient alors vides, puisque le bateau s’approchait de la fin de son voyage.
Quarante-six personnes parmi les 1 706 passagers et membres d’équipage de l’Andrea Doria ont été tuées dans la collision, alors que la mort de cinq membres d’équipage était à déplorer à bord du Stockholm. Après la collision, les membres d’équipage du Stockholm ont découvert Linda Morgan, une jeune fille de 14 ans, passagère de l’Andrea Doria, cabine 52. Elle reposait en bonne santé, sur l’étrave du Stockholm derrière la zone détruite. Elle avait miraculeusement survécu au choc tandis que sa demi-sœur, qui partageait sa cabine sur l’Andrea Doria, avait, elle, été tuée sur le coup.

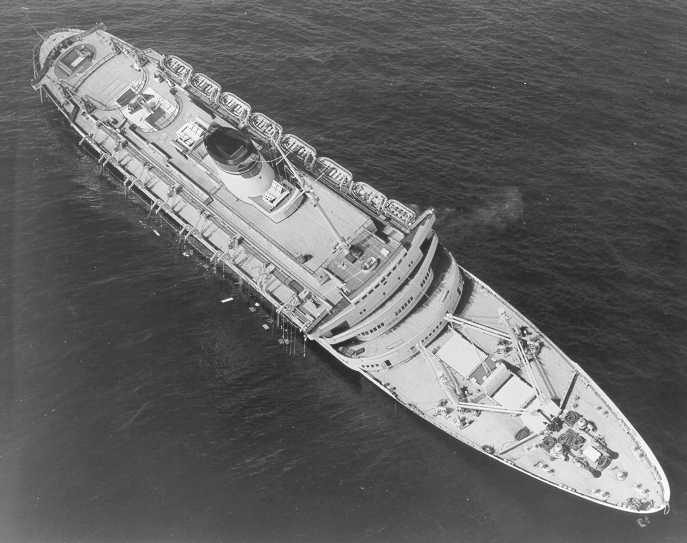
Le paquebot Andrea Doria dans la matinée 26 juillet 1956 après sa collision dans l’océan Atlantique.

Juste après la collision, l’Andrea Doria commence à être envahi par la mer et à gîter sévèrement sur tribord, d’au moins 18 degrés. Alors que l’eau montait, on découvrit qu’une des portes étanches de la salle des machines manquait. Cependant, en raison de l'envahissement des ballasts tribord par de l’eau de mer, la gîte s’est accrue au cours des minutes suivantes à 20 degrés ou plus. Le capitaine Calamai a alors réalisé qu’il n’y avait plus aucun espoir de sauver son bateau. Les deux bateaux ont dérivé lentement dans le brouillard.

#### Naufrage et sauvetage des passagers
Sur l’Andrea Doria, la décision d’abandonner le bateau a été prise 30 minutes après l’impact. Cependant les moyens de sauvetage étaient difficiles à mettre en œuvre puisque la moitié des chaloupes de sauvetage étaient inutilisables du fait de la gîte.
Un message de détresse a été transmis par radio à d’autres bateaux, et des passagers incapables de trouver place sur les bateaux de sauvetage de l’Andrea Doria furent par la suite sauvés par le Stockholm et d'autres navires venus à la rescousse.
Un tournant important[réf. nécessaire] dans ce désastre fut la décision prise par le capitaine du paquebot français Île-de-France, un bateau de la French Line que l’Andrea Doria avait croisé quelques heures plus tôt ; il commande de faire demi-tour pour venir en aide aux survivants. L’Île-de-France est parvenu à sauver la majeure partie des passagers restants en faisant la navette avec ses dix bateaux de sauvetage. Quelques passagers de l’Île-de-France ont renoncé à leurs cabines pour les céder aux survivants trempés et fatigués. Plusieurs plus petits bateaux ont également répondu à l'appel de détresse et ont rejoint les lieux.
En conséquence, les pertes humaines ont été limitées aux personnes tuées lors de la collision, et à un enfant décédé pendant les opérations d’abandon.

L’Andrea Doria a finalement chaviré et a coulé onze heures après l'abordage, à 10 h 9 le 26 juillet. L’événement fut largement couvert par des médias locaux. La photographie aérienne spectaculaire du transatlantique en détresse, chavirant et coulant, valut le prix Pulitzer de 1957 à Harry A. Trask (du Boston Voyager).

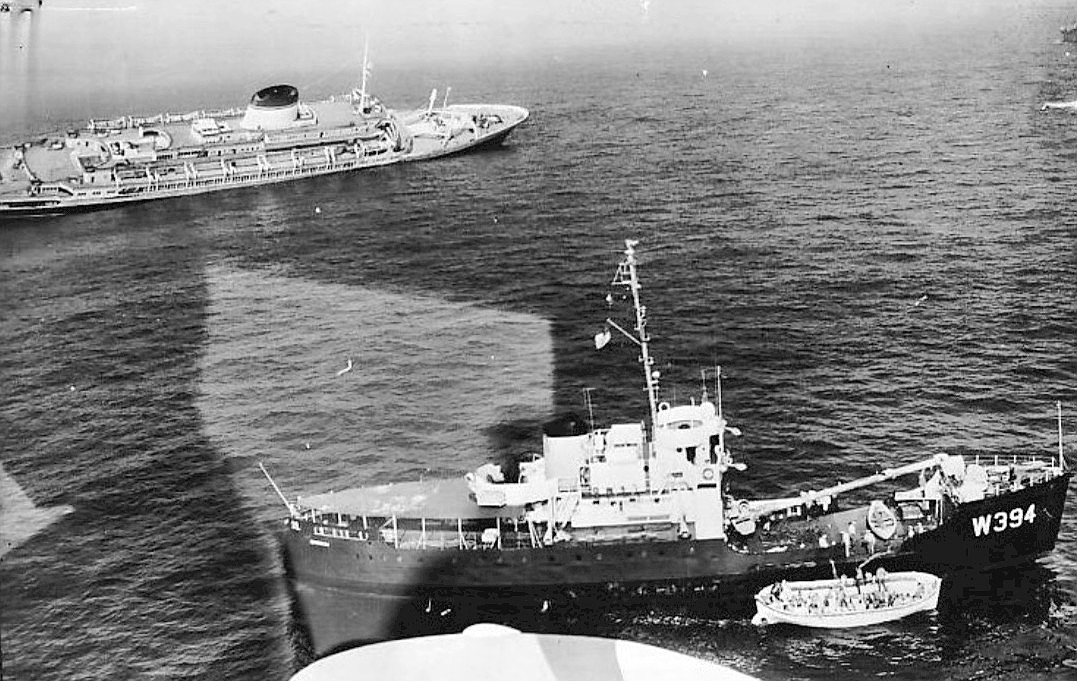
Vue de l'Andrea Doria durant l'évacuation des passagers.
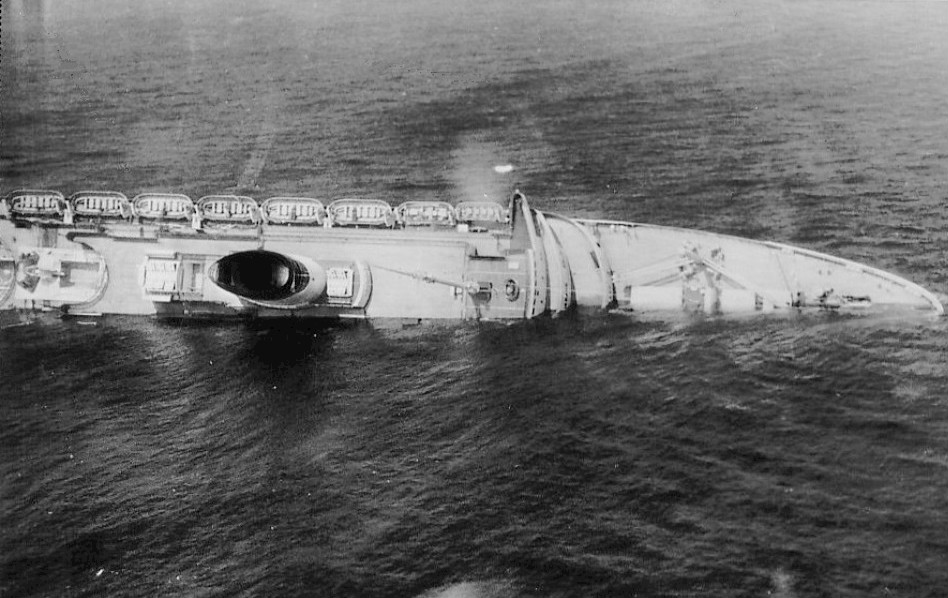
Vue de l'Andrea Doria durant son chavirement.
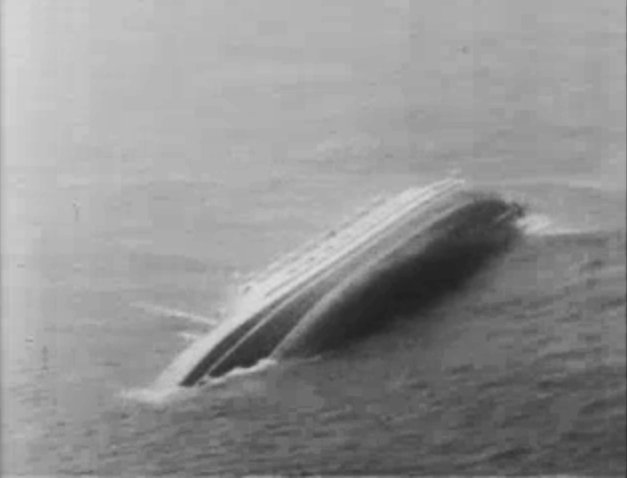
L'Andrea Doria après avoir chaviré.
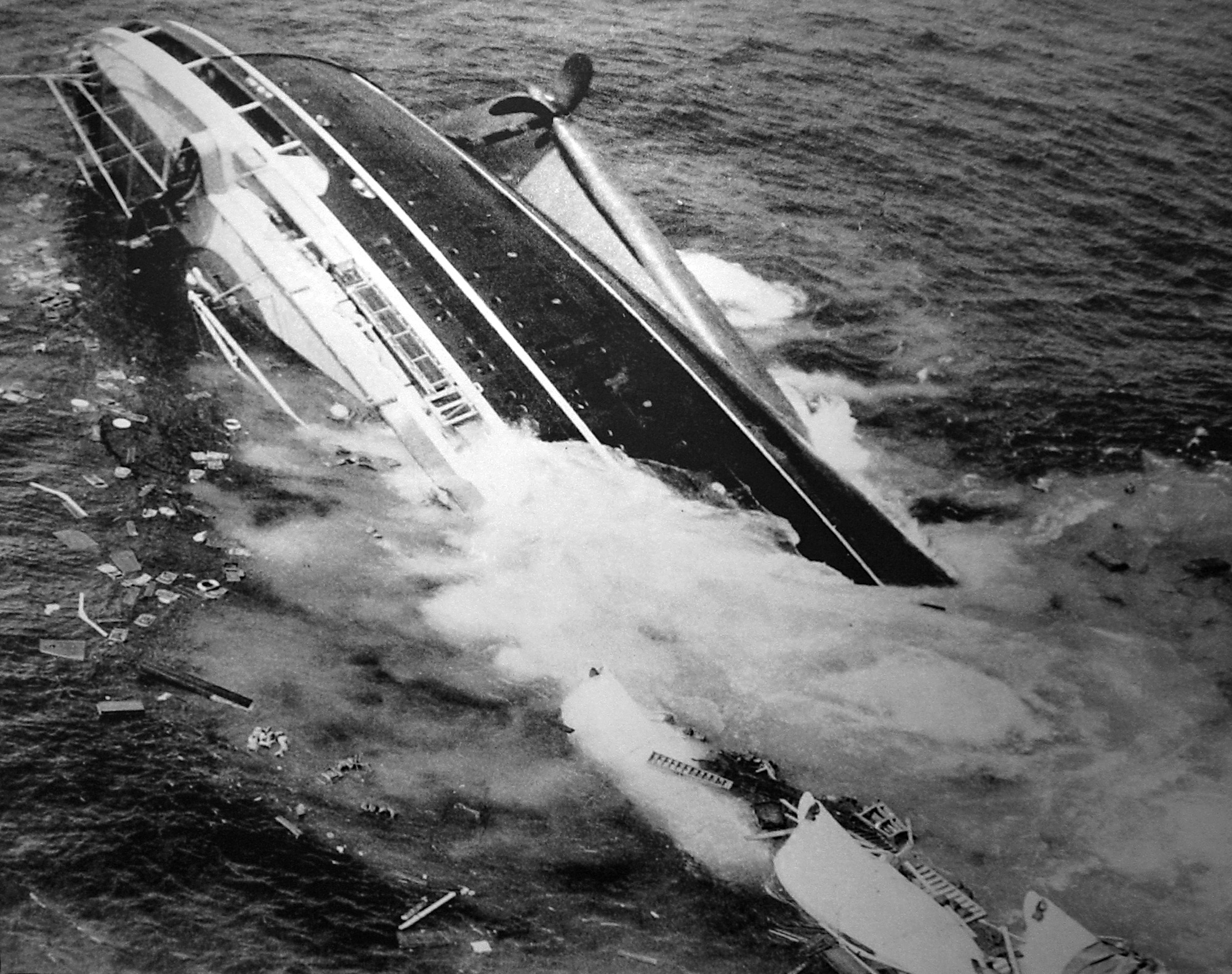
Image de l'Andrea Doria prise par Harry A. Trask, prix Pulitzer 1957.
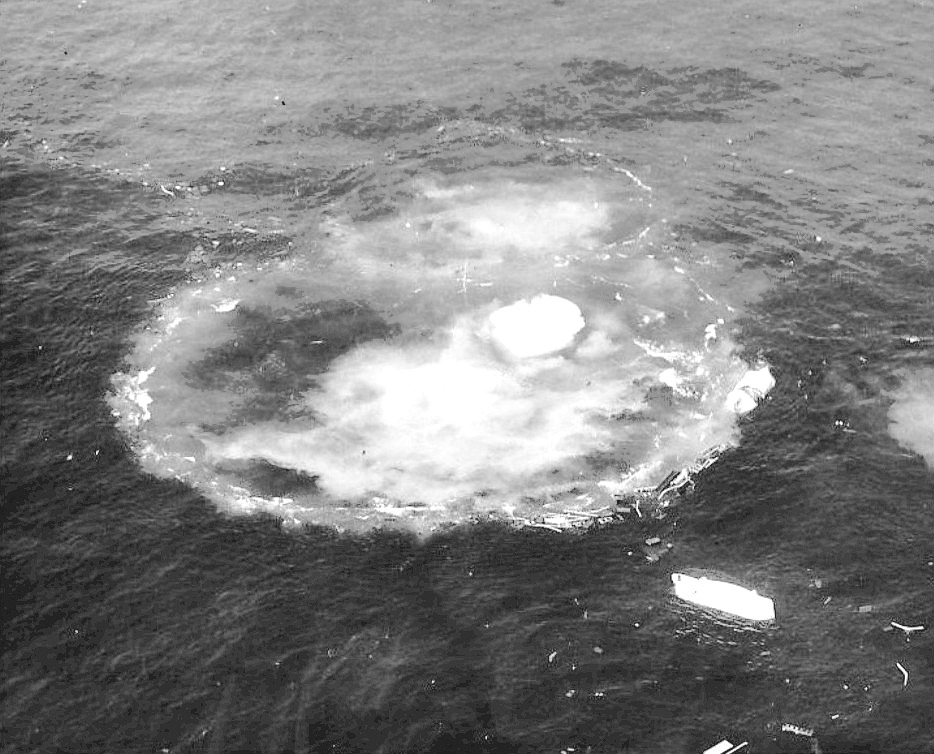
Juste après le naufrage.

#### Suites
Quand il annonça la collision, Edward P. Morgan, commentateur radio à l'ABC, basé à New York, ne dit rien au sujet de sa fille de 14 ans qui était à bord de l’Andrea Doria. Il ne savait pas que Linda Morgan, la « miraculée », était vivante et se trouvait à bord du Stockholm fortement endommagé mais qui put toutefois rejoindre New York par ses propres moyens. Après l’annonce de la bonne nouvelle, son émotion fut telle que c’est devenu un des moments les plus mémorables de l’histoire de la radio.
Parmi les passagers connus de l’Andrea Doria se trouvaient Betsy Drake, mais aussi l'écrivain français Jean Lambert et l’actrice Ruth Roman, venue d'Hollywood, accompagnée de son fils âgé de quatre ans.
Dans un film des années 1950, Secrets de femmes, Ruth Roman avait interprété une mère dans l’attente de savoir si son enfant avait survécu à un accident d’avion. Sauvée, mais séparée de son fils pendant la collision et l’évacuation, Roman a dû attendre pendant plusieurs heures des nouvelles de son enfant. Cette situation provoqua une frénésie des médias, qui prirent quantités de photos d’elle attendant son fils sur un ponton de New York.
Le naufrage eut aussi une conséquence annexe dans l’histoire automobile, du fait de la perte d’un prototype, la Chrysler Norseman qui avait été construite par Ghia en Italie pour le compte de Chrysler. Ce prototype, qui n’avait jamais été présenté en public avant la catastrophe, était annoncé comme l’attraction principale des expositions automobiles de l’année 1957 aux États-Unis.
Il existe un récit du sauvetage, écrit par Raoul de Baudéan lui-même (le Commandant du paquebot Île-de-France) .
Excellent marin doublé d'un homme du monde accompli, Baudéan, profondément religieux, (il égrène les dizaines de son chapelet pour évacuer le stress tandis que son navire fonce à 22 nœuds dans le brouillard, au risque d'un sur-accident), mais aussi doté d'un solide sens de l'humour, livre un récit où le sérieux (les mesures prises, avec un remarquable professionnalisme, par le Commandant et l'équipage) et le tragique (l'étrave déchirée du Stockholm sur laquelle on distingue des cadavres écrasés par la collision) le disputent au comique involontaire :
« Une vénérable dame importunée par les piétinements des naufragés a doublé la dose de somnifères et manifesté au réveil sa désapprobation au garçon qui lui apportait son café. — On danse trop tard sur votre bateau, mon ami !… Le pauvre diable n'en est pas revenu.
M. de Berc (l'Agent général de la Transat, représentant à bord les intérêts commerciaux de l'armateur) est descendu dans sa cabine. En bas l'activité s'est ralentie. Les conversations vont leur train. Les passagers avides entourent ce membre du brain trust en rupture de passerelle. Quand il peut enfin arriver chez lui, le dernier canot rentrant au bercail monte lentement sous ses bossoirs. La silhouette d'un des modestes artisans du sauvetage, inscrite en sombre sur le ciel matinal, transforme le hublot un court instant en médaille commémorative. L'Agent général est connu pour son cœur d'or. Pris d'un élan subit tout à fait dans sa manière, Berc saisit une bouteille de whisky, cadeau d'adieu déposé la veille par un visiteur sur sa commode et la tend au héros anonyme. Après une nuit pareille personne ne s'étonne de rien. Le marin, ravi de l'aubaine saisit le flacon au vol, mais au moment de quitter son poste, il tombe mal à propos sur la barbe soupçonneuse du second.
— Où as-tu fauché ça ? L'homme scandalisé s'indigne. Son accent breton retrouve toute sa dureté pour protester.
— Je l'ai pas fauché, aussi, Cap'tain !
— Alors, elle tombe du ciel ?
— Ghast ! c'est un couillon qui me l'a donnée, aussi, par son hublot ! »

## Conséquences du naufrage

### Litige et détermination des fautes: 1956
Dans les temps qui suivirent la collision, se déroulèrent des auditions sur plusieurs mois devant les instances judiciaires de New York. Des dizaines d’avocats représentaient les propriétaires des navires d’une part et les victimes et leurs familles d’autre part. Les officiers des deux navires furent appelés à témoigner, notamment ceux qui étaient aux commandes lors de l’accident, sans compter les auditions complémentaires lors des transactions qui suivirent.
Les deux compagnies maritimes durent contribuer à un fonds d’indemnisation des victimes et de leurs familles, et supporter en outre leurs propres dommages. Pour la compagnie suédoise, les dommages ont été estimés à deux millions de dollars, dont la moitié pour les réparations de l’étrave du Stockholm. Pour la compagnie italienne, la perte de l’Andrea Doria fut estimée à 30 millions de dollars.
En fin de compte, l’épais brouillard qui régnait sur les lieux serait la raison principale de l’accident. Cependant, d’autres facteurs ont été cités par divers observateurs.
1. Les officiers de l’Andrea Doria n’avaient pas suivi les procédures appropriées pour l’utilisation du radar ou n’avaient pas utilisé les équipements graphiques disponibles dans la salle des cartes adjacente à la passerelle. Ainsi, ils n’ont pas pu apprécier exactement la vitesse ni la route du Stockholm.
2. L’Andrea Doria n’avait pas suivi les règles de route à respecter pour éviter les abordages. En effet, un navire doit selon ces règles éviter de venir sur bâbord dans une telle situation (règle 19 actuellement, cette règle portait à l'époque un autre numéro). Or, tandis que le Stockholm modifiait son cap vers tribord, l’Andrea Doria est venu sur bâbord, fermant le cercle au lieu de l’ouvrir. La collision était alors inévitable.
3. Le capitaine Calamai commandant l’Andrea Doria naviguait délibérément à vitesse élevée dans un brouillard épais, pratique communément admise sur les lignes transatlantiques. Mais en cas de visibilité limitée, les règles de navigation exigent que la vitesse soit d'autant plus réduite que la visibilité est faible (règle 19 actuellement). En pratique, il aurait fallu diminuer davantage la vitesse, et garder une faible allure jusqu'à ce que le risque d'abordage soit passé.
4. Immédiatement avant l’accident, le Stockholm avait rencontré des conditions atmosphériques différentes. La collision s’est produite dans une région de l’Atlantique Nord, au large de la côte du Massachusetts, où les bancs de brouillard épais et intermittents sont fréquents. Alors que l’Andrea Doria avait été englouti dans le brouillard depuis plusieurs heures, le Stockholm venait à peine d’y entrer et l’équipage ne s’y était pas encore habitué. L’officier responsable du Stockholm a supposé à tort que son incapacité à voir l’autre navire n’était pas due au brouillard mais à d’autres causes comme la petite taille de la cible (s’il s’était agi d’un petit bateau de pêche). Il ne se doutait pas que c’était un paquebot qui fonçait vers lui dans le brouillard.
5. Les soutes (ballasts) de l’Andrea Doria étaient vides au lieu d’être ballastées avec de l’eau de mer, ce que recommandait le constructeur. Cette pratique était une mesure habituelle d’économie de fonctionnement. Le fait de maintenir vides les soutes après que le carburant a été consommé permettait de réduire le tirant d'eau, et ainsi de maintenir la vitesse tout en limitant la consommation de carburant. Le défaut de ballastage a compromis la stabilité du bateau, qui a rapidement chaviré après la collision.
6. Une porte étanche aurait été manquante au niveau de la salle des machines. L’eau n'aurait, de ce fait, eu aucune difficulté à envahir les étages supérieurs (une exploration ultérieure de l'Andrea Doria a montré que la proue du Stockholm avait ouvert une entaille bien plus grande qu'on ne le pensait en 1956. La "porte disparue" est maintenant considérée comme un mythe : le sort de l'Andrea Doria a été scellé par la collision et ses ballasts vides).

Les propriétaires du Stockholm ont finalement fait construire un nouveau bateau, le Gripsholm, en construction chez Ansaldo. Le Stockholm navigue encore en 2021 sous le nom d'Astoria, c'est le plus vieux paquebot encore en service. Depuis la pandémie de Covid-19, il est désarmé dans le port de Rotterdam. Les concepteurs de l’Andrea Doria furent appelés à témoigner, mais les auditions ont été brutalement arrêtées avant que leurs témoignages puissent être recueillis.

### Réformes consécutives à l’accident

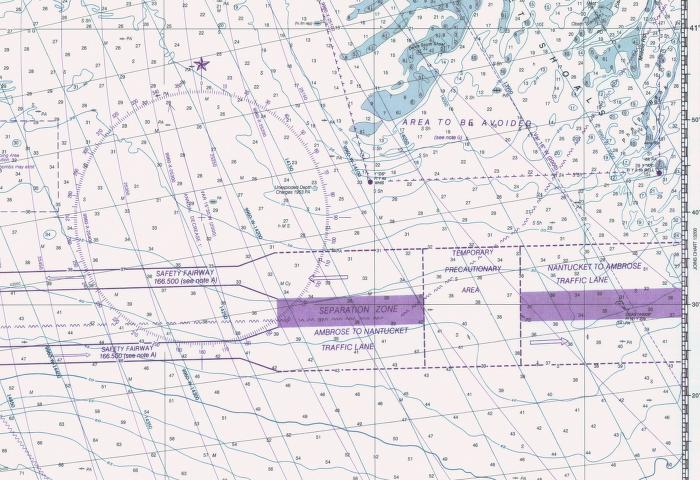
Dispositif de séparation de trafic de Nantucket.

La collision entre l’Andrea Doria et le Stockholm entraîna des modifications de la réglementation pour éviter qu’une telle catastrophe se renouvelle ; les compagnies de navigation durent notamment renforcer la formation du personnel à l’utilisation des radars. D'autre part, les navires en approche devaient prendre contact par radio (ce qui n'est plus d'actualité aujourd'hui).
La mise en place de dispositifs de séparation de trafic a été un des moyens de limiter les possibilités d’abordage dans les passages fréquentés, cette mise en place est apparue bien longtemps après l’accident.

### Investigations et études postérieures
Les questions sans réponse sur cette tragédie, notamment celles sur les causes et les responsabilités, ont intrigué les observateurs et hanté les survivants pendant presque 50 ans. Le capitaine Calamai n’a plus jamais assuré le commandement de bateaux et mourut brisé.
Des découvertes récentes, faisant appel à de nouvelles technologies sous-marines et à des simulations par ordinateurs, ont toutefois permis de résoudre deux de ces problèmes.
1. L’examen de la zone d’impact sur l’Andrea Doria a montré que l’étrave du Stockholm avait ouvert une entaille dans le secteur critique des grands réservoirs de carburant et des compartiments étanches du paquebot italien, bien plus grande que ce que l’on avait pensé en 1956. La question de la porte étanche « manquante », toujours sans réponse, était dès lors probablement secondaire : la taille de la voie d'eau suffisait à ce que l’Andrea Doria fût condamné dès la collision.
2. Des études récentes et des simulations par ordinateur réalisées par le capitaine Robert J. Meurn de l’Académie de marine marchande des États-Unis, basées sur les résultats de John C. Carrothers, suggèrent une mauvaise interprétation des données radar par Carstens-Johannsen, troisième officier du Stockholm, qui aurait surestimé la distance entre les deux bateaux. La mauvaise conception du réglage des radars, associée à une salle de commandement obscurcie, rendent ce scénario vraisemblable. Quelques critiques ont suggéré qu’une simple petite ampoule disposée sur le radar du Stockholm aurait pu éviter toute cette tragédie.

## Plongée sur l’emplacement de l’épave
En raison de l’état relativement bon de l’épave et de sa situation, le haut de l’épave se trouvant à 50 mètres seulement de la surface, l’Andrea Doria est très fréquenté par les plongeurs qui l’ont surnommé « l’Everest de la plongée ».
Le lendemain du naufrage, deux plongeurs, Peter Gimbel et Joseph Fox, sont parvenus à localiser l’épave de l’Andrea Doria. Ils en ont pris des images pour Time Magazine. Gimbel a conduit plus tard un certain nombre d’expéditions de récupération sur le bateau, dont celle du coffre-fort de première classe en 1981.
En dépit de l’idée que les passagers avaient déposé beaucoup d’objets de valeur dans le coffre-fort, son ouverture à la télévision en 1984 n’a montré que des billets de banque italiens et américains. Ce résultat décevant a confirmé l’hypothèse que la plupart des passagers de l’Andrea Doria avaient déjà repris leurs objets de valeur avant la collision, en prévision de l’arrivée du bateau à New York programmée le lendemain matin.
La cloche de poupe du bateau a été récupérée vers la fin des années 1980 (la cloche de pont a été retrouvée en 2010) et la statue de l’amiral Andrea Doria, qui a donné son nom au bateau, a été enlevée du salon de première classe. Après des années de pillage par des plongeurs, peu d’objets de valeur restent en place dans l’épave.
La récupération d’objets sur l’Andrea Doria n’a pas été sans pertes humaines supplémentaires. Plus d'une dizaine de plongeurs perdent la vie en explorant l’épave. Les conditions de plongée à l’endroit où se trouve cette épave sont considérées comme très mauvaises. Les courants forts et les sédiments en suspension (qui peuvent ramener la visibilité à zéro) sont autant de facteurs de risque. Robert Ballard, qui a visité les lieux avec un sous-marin nucléaire américain en 1995, a rapporté que d'épais filets de pêche recouvraient la coque. Cet enchevêtrement peu visible est très dangereux pour quiconque s’y empêtre. En outre, l’épave s’effondre lentement ; sa partie supérieure va bientôt atteindre les 60 mètres de profondeur et plusieurs coursives ont ainsi commencé à s’effondrer.

## Postérité
L’étrave du Stockholm a été réparée pour un coût total d’un million de dollars. Aujourd’hui, ayant subi une importante refonte et rebaptisé Astoria, il navigue toujours plus de soixante-dix ans après son lancement. C'est désormais le plus ancien paquebot de croisière de la flotte mondiale.
L’histoire de l’accident fut racontée par Alvin Moscou dans son livre Collision Course: The Story of the Collision Between the « Andrea Doria » and the « Stockholm », paru en 1959.
S.O.S. S.O.S. Andréa de Doria William Hoffer traduit en français par R.J. Trabant édition France Empire 1981 296 pages.
Dans le premier tome de son livre C'est arrivé un jour, Pierre Bellemare raconte une histoire qui s'est passée lors du naufrage de l'Andrea Doria intitulée La Petite Fille qui dormait avec trois erreurs :
le paquebot est censé filer 40 nœuds au lieu de 23, la "miraculée" a 3 ans et demi au lieu de 14, et elle partage sa cabine avec sa mère au lieu de sa demi-sœur.
Un groupe de rescapés demeure en contact par l’intermédiaire d’un site Internet conçu par l'un d'entre eux. Ils se rencontrent lors de réunions et de cérémonies commémoratives.
Le paquebot est évoqué dans le 124e des 480 souvenirs cités par Georges Perec dans Je me souviens.
Dans Pas ici, pas maintenant, l'écrivain italien Erri De Luca parle de son admiration de petit garçon pour l'Andrea Doria.
De plus, dans le film Le Vaisseau de l'angoisse, le navire où se passe l'action s'inspire largement de l'Andrea Doria lui-même.
Dans le jeu vidéo Tomb Raider 2 sorti en 1997, Lara Croft explore l'épave d'un paquebot italien reposant dans l'Adriatique, durant quelques niveaux, à la recherche d'une clé. L'épave en question se nomme le Maria Doria et il est certain que les développeurs de Core Design s'étaient inspirés de l'Andrea Doria pour le design du Maria Dora et de son histoire.
On peut voir le paquebot dans le film Sur les quais d'Elia Kazan.